# Palais Bellevue (Kassel)

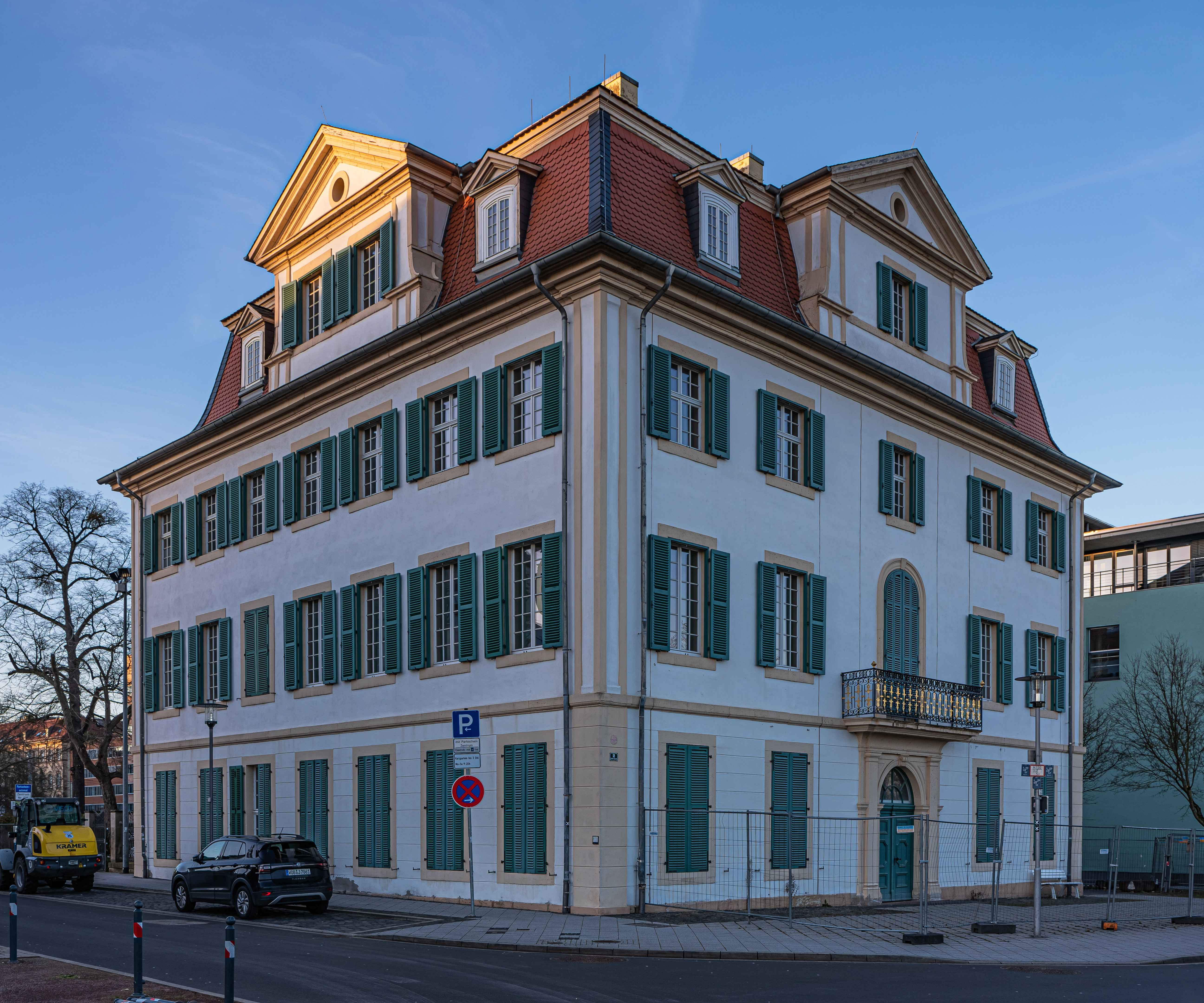
Das Palais Bellevue

Das Palais Bellevue in Kassel wurde 1714 auf Veranlassung des Landgrafen Karl von Hessen-Kassel errichtet. Als Architekt gilt Paul du Ry. Ursprünglich diente es als Observatorium, später wurde es Teil des (heute zerstörten) Schlosses Bellevue. Lange war hier das städtische Brüder Grimm-Museum untergebracht. Ab 2009 wurde das Palais Bellevue renoviert und zunächst für die Öffentlichkeit geschlossen. Im September 2023 wurde es als Haus für Literatur und Musik neueröffnet.
Mit komplett neu gestalteter Remise bietet es nun dem Literaturhaus Kassel (ehemals Literaturhaus Nordhessen) sowie dem Spohr Museum ein neues Zuhause. Darüber hinaus steht es der Stiftung Brücker‐Kühner als Ausstellungsort zur Verfügung. Zudem bietet das städtische Kulturhaus Kulturschaffenden aus den Bereichen Literatur und Musik Räume für ihre Veranstaltungen und Projekte.

## Geschichte

### Observatorium

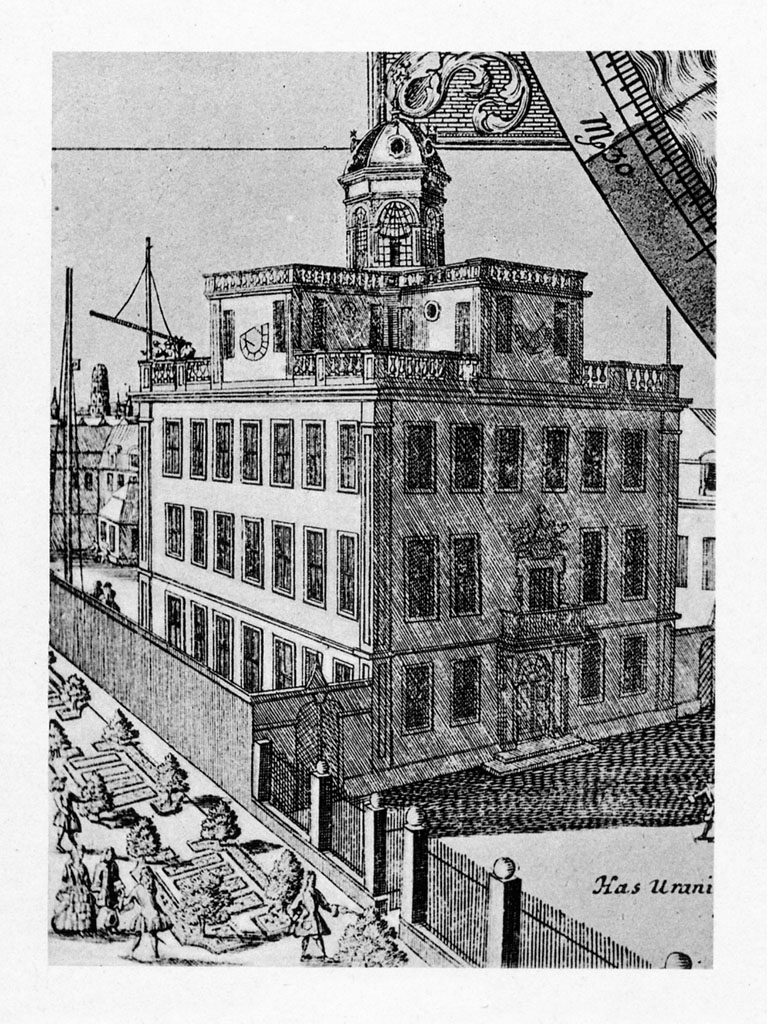
Das Observatorium in einem zeitgenössischen Stich von 1742

1714 ließ Landgraf Karl am südwestlichen Ende der barocken Kasseler Oberneustadt an exponierter Lage oberhalb der Karlsaue ein Observatorium erbauen. Es löste die astronomischen Einrichtungen des Landgrafen Wilhelm IV. im Stadtschloss ab. Die äußere Gestalt des Gebäudes entsprach im Groben dem heutigen Erscheinungsbild, nur die Dachform wich erheblich ab. Anstelle des heutigen Mansarddaches befand sich zuoberst ein kreuzförmiger flachgedeckter Aufbau mit runden Öffnungen für die Fernrohre. Neben dem Palais bestand bereits seit 1709 ein neues Observatorium auf dem Zwehrenturm, einem ehemaligen Stadttor. Später übernahm das Ottoneum die Funktion einer Sternwarte. Das Palais an der Schönen Aussicht 2 hat auch heute noch eine hohe historische und baugeschichtliche Bedeutung und eine sehr bewegte Nutzungsvergangenheit.

### Schloss Bellevue

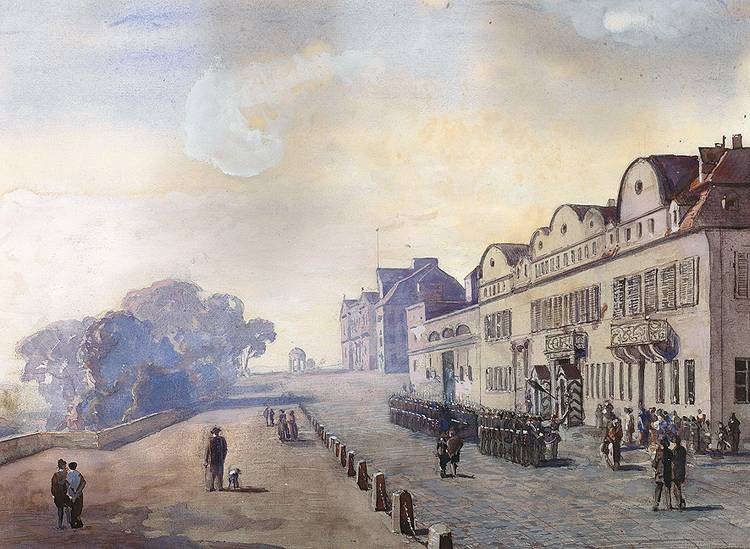
Das Schloss auf einer Gouache-Skizze von Louis Kolitz

Bereits früh wurde das Palais Bellevue von Personen der Hofgesellschaft bewohnt. Es folgten mehrere Besitzerwechsel noch in der ersten Hälfte des 18. Jahrhunderts, wobei das Palais immer wieder an den Landgrafen zurückfiel. Gemeinsam mit den benachbarten fürstlichen Palais der Straße „Schöne Aussicht“ (damals „Bellevue“) wuchs es im 18. Jahrhundert zum Schloss Bellevue zusammen. Es diente verschiedenen Mitgliedern der fürstlichen Familie als Wohnsitz; besonders Landgraf Wilhelm IX. nutzte es intensiv. Er ließ es um 1790 von Simon Louis du Ry in seinen heutigen Zustand versetzen. Nachdem 1811 unter französischer Herrschaft das alte Stadtschloss abgebrannt war, ließ Jérôme Bonaparte das Schloss durch seinen Architekten Auguste Henri Victor Grandjean de Montigny umbauen und nutzte es bis zu seiner Vertreibung als königliche Residenz. Das Palais Bellevue überdauerte den Zweiten Weltkrieg fast unbeschadet, während das restliche Schloss stark beschädigt wurde; seine Trümmer wurden nach dem Krieg komplett abgeräumt. Bis 1956 verblieb das Palais im Besitz des Hauses Hessen, das es an die Stadt Kassel verkaufte. Von dem ehemaligen Schlossgarten ist heute noch der Frühstückspavillon erhalten.

### Nutzung bis 2014
Von 1956 bis 1970 war in dem Gebäude die Städtische Kunstsammlung untergebracht. Es war 1959 dritter documenta-Ausstellungsort neben dem Museum Fridericianum und der Orangerie. Im Museum Fridericianum wurde die Malerei ausgestellt, die Ruine der Orangerie beherbergte Skulpturen, während dem „Bellevueschloss“ die Druckgrafik vorbehalten war. 1972 zog das Brüder-Grimm-Museum in das Erdgeschoss ein. Es teilt sich die Räume mit der Louis-Spohr-Forschungs- und Gedenkstätte von 1977 bis 2009. Bis 1999 befanden sich hier auch das Deutsche Musikgeschichtliche Archiv und die Zentralredaktion des Internationales Quellenlexikons der Musik und Empfangsräume des Magistrats der Stadt Kassel. 1987, nach Auszug des Deutschen Musikgeschichtlichen Archivs und des Hausmeisters Oskar Correus, wurde die Kulturverwaltung der Stadt Kassel im zweiten und dritten Obergeschoss des Palais Bellevue eingerichtet. 1999 wurde dann dem Brüder-Grimm-Museum das gesamte Haus für Ausstellungszwecke übergeben. Ab 1994 mussten zahlreiche Sicherungs- und Sanierungsarbeiten durchgeführt werden, besonders im Bereich des Daches, Untergrundes sowie des Treppenhauses. Das Brüder-Grimm-Museum war demnach bereits seit 2006 in großen Teilen nicht mehr der Öffentlichkeit zugänglich, da die baulichen Mängel zur Sperrung der oberen Geschosse führten. Zur documenta 12 im Jahr 2007 wurde das gesamte Haus erneut geöffnet, was u. a. durch den Austausch von historischen Holztüren durch Feuerschutztüren möglich wurde. 2010–2011 wurde das Haupthaus saniert, einschließlich der historischen Treppe. Das Haus wurde barrierefrei erschlossen, u. a. durch den Einbau eines Fahrstuhls, und zudem brandschutzrechtlich auf den aktuellsten Stand gebracht. Dadurch konnte 2012 die umgestaltete Dauerausstellung zu Leben und Werk der Brüder Grimm eröffnet werden und die Jahresausstellungen zum 200. Jubiläum der „Kinder- und Hausmärchen“ sowie zahlreiche Sonderausstellungen fanden bis zur Schließung im Oktober 2014 im Palais Bellevue statt. Das Brüder-Grimm-Museum zog aus dem Palais Bellevue in die neu errichtete GRIMMWELT Kassel. Bis auf eine temporäre Zwischennutzung durch die documenta 14 im Jahr 2017 blieb das Palais Bellevue geschlossen.

### Neueröffnung 2023
Erste Pläne für die Nutzung des Palais Bellevue als städtisches Haus für Literatur und Musik wurden 2016 gemacht. 2023 wurde das Palais Bellevue neueröffnet: Auf zwei Etagen befindet sich nun das Spohr Museum, der Veranstaltungssaal Remise sowie der kleinere Veranstaltungsraum Salon werden vom Literaturhaus Kassel (ehemals Literaturhaus Nordhessen) bespielt, der Ausstellungsraum wird von der Stiftung Brückner-Kühner kuratiert. Zudem können Kulturschaffende aus den Bereichen Literatur und Musik die Remise, den Salon und Ausstellungsraum für eigene Veranstaltungen nutzen.

## Architektur

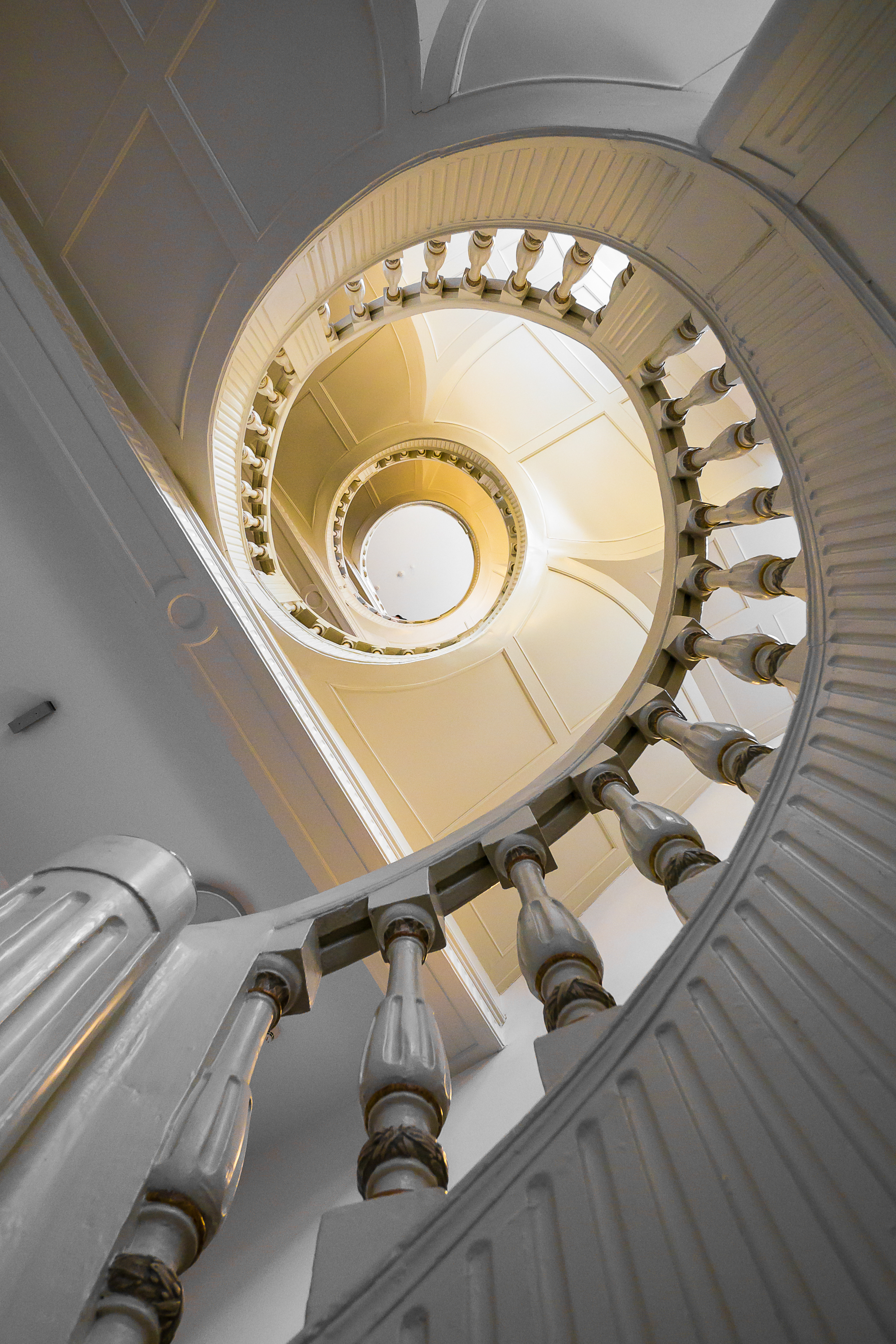
Treppenhaus Palais Bellevue

Das Erscheinungsbild des Palais Bellevue hat sich seit den Umbauarbeiten durch Simon Louis du Ry im ausgehenden 18. Jahrhundert kaum verändert. Die fünfachsige Vorderfront entspricht im Wesentlichen der des barocken Ursprungsbaus. Die klassizistische Raumausstattung ist fast vollständig unverändert. Bemerkenswert sind die Rokoko-Stuckierungen in einem Saal des ersten Obergeschosses. Das dreiflügelige Treppenhaus besitzt ein sich kreisförmig emporschraubendes Dockengeländer. Von dem ehemals sich anschließenden dreiflügeligen Nebengebäude ist ein Flügel an der Längsseite des historischen Gartens erhalten. In jüngster Zeit wurde die Fassade saniert, wobei die dezente Putzstrukturierung von S. L. du Ry verloren ging. Auch der Einbau eines Aufzuges brachte den Verlust historischer Bausubstanz. Im Sommer 2007 wurden die historischen Türen im Inneren durch moderne Brandschutztüren ersetzt, da die touristische Nutzung des Gebäudes sich nicht mit den geltenden Brandschutzverordnungen in Einklang bringen ließ.

### Sanierung und Neueröffnung 2023
Das Palais Bellevue ist eines der letzten historischen Gebäude im Stadtgebiet Kassels, das in seiner Gesamtheit eine historische Bausubstanz und Ausstattung besitzt, die in allen Teilen erhalten geblieben ist.
Im Jahr 2010 begannen die Sanierungsarbeiten. Zunächst sollten im zweiten Obergeschoss und im Dachgeschoss Büros und Wohnräume entstehen, womit die letzten baulichen Reste der Sternwarte des frühen 18. Jahrhunderts zur Disposition standen. Der letzte verbliebene Seitenflügel an der Gartenseite soll um mehrere Fensterachsen erweitert werden, um zusätzliche Räume zu gewinnen. Dadurch wäre ein großer Teil der östlichen Fassade des Hauptgebäudes verdeckt. Der Kunsttheoretiker Paul Schultze-Naumburg führt ebendiese durch den Umbau betroffene städtebauliche Situation des Palais als Beispiel einer besonders geglückten Raumplanung an.

„Dadurch, dass das seitliche Gebäude hier weit hinter die Strassenflucht zurücktritt, wird das Eckhaus zu einem abschließenden Prospekt für die Strasse und dadurch in weit höherem Grade sichtbar [...].“

2016 wurden erste Überlegungen getroffen, das Palais Bellevue als städtisches Kulturhaus für Literatur und Musik umzuwidmen und es zum profilierten öffentlichen Ort für Literatur und Musik in Kassel zu entwickeln.
Das Haus wird von drei Ankernutzern, dem Literaturhaus Kassel (ehemals Literaturhaus Nordhessen), dem Spohr Museum und der Stiftung Brücker‐Kühner bespielt. Es bietet darüber hinaus mit der Remise, dem Salon und dem Ausstellungsraum Bühnen für Ausstellungen, Lesungen und Konzerte aber auch Tagungen, Workshops und Projektausstellungen und neue Formate der freien Kulturszene aus den Bereichen Literatur und Musik und städtischen Einrichtungen, wie beispielsweise der Stadtbibliothek oder der Musikakademie Louis Spohr. Mit den bisherigen Anfragen nach verfügbaren Räumen für derartige Events stieß das erste städtische Kulturhaus, das Kulturhaus Dock 4, in der Vergangenheit bereits an Auslastungsgrenzen und war teils nicht in der Lage, die Bedarfe abzudecken.
Die Remise verfügt nach Umbau und Sanierung über einen ebenerdigen, barrierefreien, hochwertigen Veranstaltungssaal mit circa 91 Sitzplätzen bzw. 197 Stehplätzen. Der moderne Veranstaltungssaal verfügt über eine Grundausstattung an Licht- und Tontechnik sowie eine höhenverstellbare Bühne und ist mit der besonderen Akustik besonders auch auf musikalische Darbietungen ausgelegt.
Der Salon im 1. Obergeschoss des Haupthauses mit prachtvollem Stuck und besonderem Ambiente ist ebenfalls barrierearm und bietet Raum für bis zu 40 Personen. Der Ausstellungsraum im Erdgeschoss bietet Raum für bis zu 50 Personen und kann variabel bespielt werden.
Das Palais Bellevue soll mit dem breitgefächerten literarischen und musikalischen Programm auch über die Stadtgrenzen hinaus bekannt sein. Gleichzeitig wird das Haus für Literatur und Musik innerhalb der Stadt ein Ort für unterschiedlichste Menschen sein, die sich alle für Literatur und Musik interessieren. Durch aktive Einladungen und Outreach werden im Palais Bellevue auch neue Nutzergruppen mit bestehenden Kulturschaffenden verbunden und so die Vielfalt der Kasseler Literatur- und Musikszene noch gesteigert.